# Péché dans le catholicisme

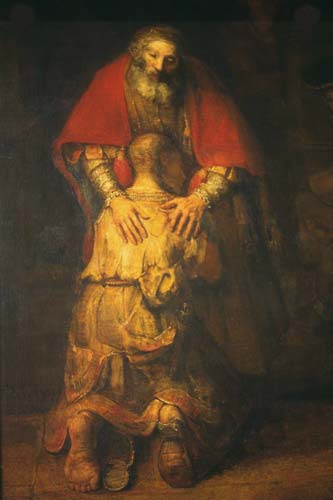
Le Retour du fils prodigue de Rembrandt.

Le péché dans le catholicisme est un acte, une parole, une pensée ou une omission contraire à la loi divine. Le péché est avant tout un manquement à l'amour véritable envers Dieu et envers le prochain.
Au sein de l'Église catholique, on distingue trois types de péchés : le péché originel, le péché mortel et le péché véniel. Le péché originel fait spécifiquement référence à l'acte où l'être humain a rompu avec Dieu par lequel le péché est entré dans le monde. Un péché mortel est un manquement grave à la loi divine tandis qu'un péché véniel est un péché de moins grande gravité.

## Catéchisme de l'Église catholique
Selon le Catéchisme de l'Église catholique, « Le péché est une faute contre la raison, la vérité, la conscience droite ; il est un manquement à l'amour véritable, envers Dieu et envers le prochain, à cause d'un attachement pervers à certains biens. Il blesse la nature de l'homme et porte atteinte à la solidarité humaine. Il a été défini comme « une parole, un acte ou un désir contraires à la loi éternelle ».
Le péché est défini par le Catéchisme de l'Église catholique comme « une offense à l'égard de Dieu ». Le péché est vu comme « amour de soi jusqu'au mépris de Dieu » (expression d'Augustin d'Hippone). « Par cette exaltation orgueilleuse de soi, le péché est diamétralement contraire à l'obéissance de Jésus qui accomplit le salut. »

## Catégorisations du péché
Il y a deux types de péchés : le péché originel et les péchés actuels (ces derniers sont ceux que l'on réalise au cours de sa vie).
Depuis le Moyen Âge, le catholicisme distingue entre les péchés mortels et les péchés véniels. Les péchés dits « mortels » amènent la rupture de la vie de grâce avec Dieu. Leur gravité dépend de l'importance de la matière (le vol d'une grosse somme est pire qu'un petit larcin), du degré de consentement, et du degré de connaissance de la faute. Quand il y a matière légère, ignorance ou manque de consentement, le péché est dit « véniel » (du latin venialis, excusable). Le manque d'accueil pour la perfection évangélique n'est pas considéré comme un péché, mais risque cependant de causer un dépérissement spirituel.
L'Église catholique romaine indique sept péchés capitaux, desquels découlent tous les autres : l'acédie (la paresse), l'orgueil, la gourmandise, la luxure, l'avarice, la colère, et l'envie.

## Péché social ou structure de péché
Le 9 mars 2008, Gianfranco Girotti, régent de la Pénitencerie apostolique, interrogé par l’Osservatore Romano, a insisté sur la définition collective du péché, alors que l'accent est traditionnellement mis sur la dimension individuelle :

« Alors que le péché concernait jusqu’à présent plutôt l’individu, aujourd’hui, il a une résonance sociale, en raison de la mondialisation. »

Il a notamment cité les expériences et manipulations génétiques, les atteintes à l'environnement, les injustices économiques et sociales, tout en rappelant aussi certains péchés produits par des comportements individuels tels que l'avortement ou la consommation de drogue.
Cette dimension sociale du péché apparaît aussi dans la notion de « structures de péché », à laquelle Jean-Paul II faisait assez souvent allusion, et qui apparaît dans l'encyclique Sollicitudo rei socialis en 1987.
Lors d'une audience générale le 25 août 1999, Jean-Paul II soulignait l'affaiblissement du sens du péché dans le monde contemporain, et revenait sur l'importance du péché social et des structures de péché.

## Aspects positifs du péché
Bien que le péché soit en lui-même négatif, certains courants du catholicisme insistent également sur son côté positif :
- Jésus annonce aussi la condamnation et le châtiment des incrédules qui refusent d’accueillir sa parole de miséricorde (Mt 11,20-24 et Mt 13,42) et il affirme que le péché contre l’Esprit saint n’aura pas de pardon (Mc 3,28-30). Il ne peut être pardonné, car il est le refus du pardon que Dieu offre à l’homme par l’Esprit Saint[6]. La menace publique d'excommunication la plus célèbre fut celle prononcée à l'encontre du roi Henry VIII[7].